# Mi camino es amarte
Mi camino es amarte  egy 2022 és 2023 között vetített mexikói telenovella. A főbb szerepekben Gabriel Soto és Susana González láthatóak.

## Cselekmény
Memo Santos Pérez (Gabriel Soto) az utánfutójából él. Amellett, hogy szereti a családját, otthont akar teremteni Úrsulával ( Sara Corrales ), egy sötét múltú nővel, akit most kért meg. Amikor élettervei készülnek, Olivia ( Claudia Álvarez , volt barátnője a halál küszöbén bevallja neki, hogy volt egy lányuk (Camille Mina), és megkéri, hogy keresse meg Daniela Gallardot (Susana González) otthonában és Fausto Beltrant (Mark Tacher), Isabella örökbefogadó szülei. Memo a Beltrán család házába megy, hogy találkozzon a lányával, ahol összetévesztik Daniela új asszisztensével.
Daniela sikeres tájtervező, aki nem tudta megvalósítani álmát, hogy gyermeket hordjon a méhében. Memo úgy dönt, hogy Danielával együttműködik, hogy közel legyen Isabellához, miközben egy DNS-teszttel megerősíti, hogy ő az apja. A mindennapi együttélésnek köszönhetően Memo Daniela bizalmasává válik, és így fedezi fel a házasságában megélt magányt, és azt, hogy életében Isabella az egyetlen oka. Daniela és Memo egymásba szeretnek, de úgy döntenek, hogy elhallgatják érzéseiket, hogy tiszteletben tartsák partnereik iránti elkötelezettségüket.

## Szereplők
| Színész              | Szereplő                      | Magyar hang |
| -------------------- | ----------------------------- | ----------- |
| Susana González      | Daniela Gallardo              |             |
| Gabriel Soto         | Guillermo "Memo" Santos Pérez |             |
| Mark Tacher          | Fausto Beltrán                |             |
| Ximena Herrera       | Karen Zambrano                |             |
| Mónika Sánchez       | Amparo Santos                 |             |
| Sergio Reynoso       | Humberto Santos               |             |
| Leonardo Daniel      | Eugenio Zambrano              |             |
| Fabíán Robles        | Aarón Peláez                  |             |
| Alfredo Gatica       | César Ramírez                 |             |
| Camilla Mina         | Isabella Beltrán              |             |
| André Sebastián      | José María "Chema" Hernández  |             |
| Ara Saldívar         | Jesusa "Chuchita" Galván      |             |
| Julián Figueroa      | Leonardo Santos               |             |
| María Prado          | Nélida                        |             |
| Araceli Adame        | Berenice                      |             |
| Karla Esquivel       | Gabriela "Gaby" Hernández     |             |
| Rodrigo Brand        | Juan Pablo "Juanpa" Gallardo  |             |
| Diana Haro           | Guadalupe "Lupita" Hernández  |             |
| Carlos Said          | Sebastián Zambrano            |             |
| Alberto Estrella     | Macario Hernández             |             |
| Gabriela Zamora      | Yolanda                       |             |
| Maya Tierrablanca    | Graciela "Grace"              |             |
| Nicole Curiel        | Estefanía Maldonado           |             |
| Rosa Gloria Chagoyán | Lola "La Trailera"            |             |

### Vendég–visszatérő szereplők
| Színész                | Szereplő           | Magyar hang |
| ---------------------- | ------------------ | ----------- |
| Claudia Álvarez        | Olivia             |             |
| Ingrid Martz           | Martina            |             |
| Martha Julia           | Marisol            |             |
| Mónica Port            | Claudia Altamirano |             |
| Marco Uriel            | Dr. Óscar Villalba |             |
| Archie Lafranco        | Jorge Altamirano   |             |
| Víctor Alfredo Jiménez | Roshi              |             |
| Jorge Ugalde           | Arturo Robles      |             |
| Rossana San Juan       | Zulema             |             |

## Gyártás
2022 májusában arról számoltak be, hogy Nicandro Díaz González az El camionero című chilei telenovella adaptációját készítette, és elkezdődött a casting.
2022. július 6-án bejelentették, hogy Gabriel Soto , Susana González , Mark Tacher és Ximena Herrera a főszerepben, a telenovella munkacíme Los caminos del amor volt.
A telenovella forgatása 2022. július 25-én kezdődött. 
2022. augusztus 23-án egy áldási szertartás során a Mi camino es amarte-t hirdették ki a telenovella hivatalos címeként.
A forgatás 2023 januárjában fejeződött be.

## Évados áttekintés
| Évad | Évad | Epizód | Eredeti sugárzás  | Eredeti sugárzás  | Eredeti adó | Magyar sugárzás | Magyar sugárzás | Magyar adó |
| Évad | Évad | Epizód | Évadpremier       | Évadfinálé        | Eredeti adó | Évadpremier     | Évadfinálé      | Magyar adó |
| ---- | ---- | ------ | ----------------- | ----------------- | ----------- | --------------- | --------------- | ---------- |
|      | 1    | 92     | 2022. november 7. | 2023. március 12. |             |                 |                 |            |